# Ferrobatteri

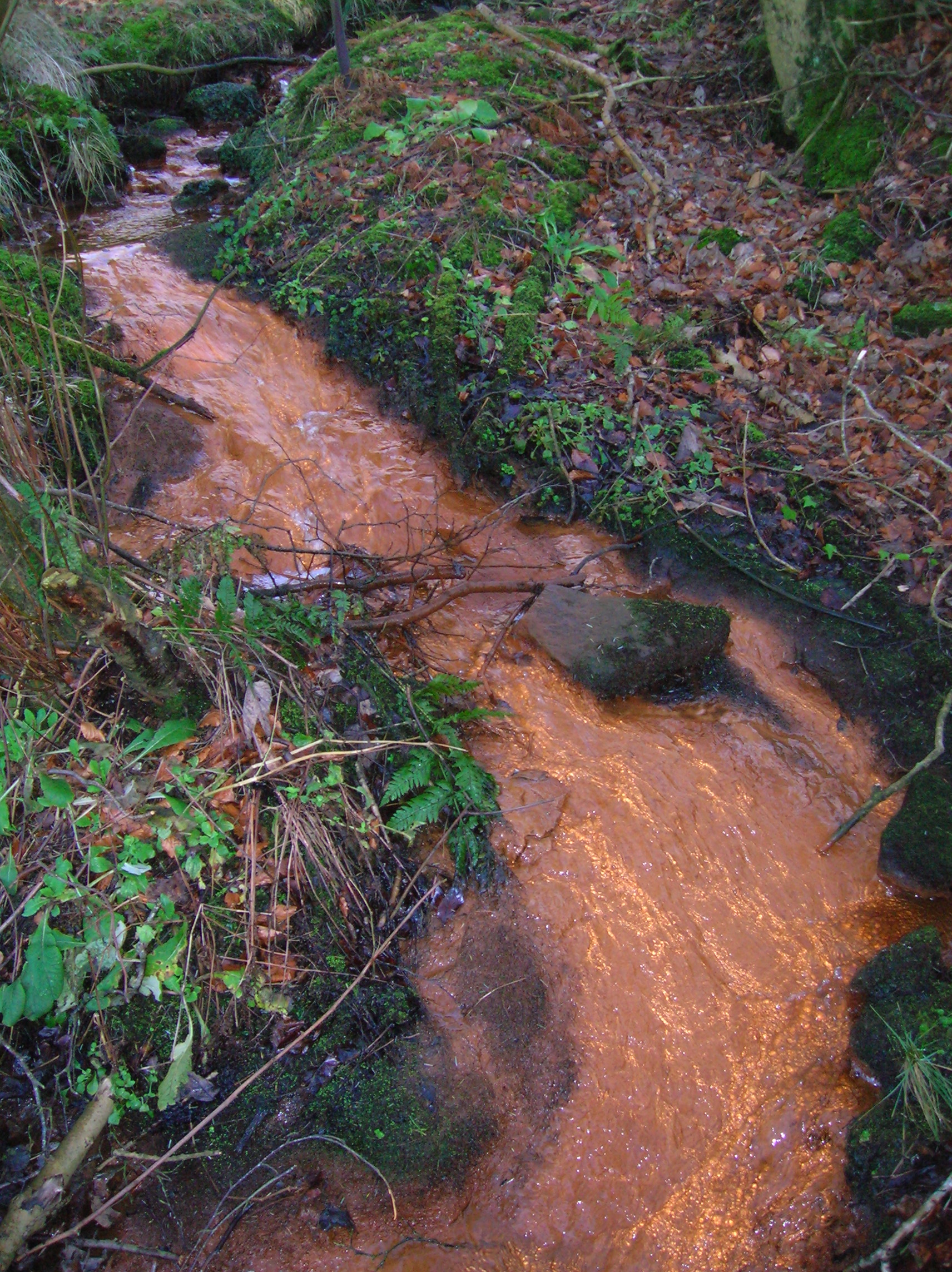
Effetto dei ferrobatteri in un corso d'acqua

I ferrobatteri (batteri fissatori del ferro) sono un gruppo di microrganismi aerobi che ottengono carbonio dal biossido di carbonio (CO2) e ricavano l'energia per il proprio metabolismo dall'ossidazione, per via enzimatica, del ferro dallo stato ferroso (Fe2+) a quello allo stato ferrico (Fe3+).

Questi batteri accelerano la reazione che avviene naturalmente tra ossigeno e ioni ferrosi presenti nell'acqua, o sulla superficie delle tubazioni metalliche, catturando l'energia rilasciata dal processo di ossidazione e utilizzandola per il proprio metabolismo:
- 4Fe(OH)2 + 2H2O + O2 → 4Fe(OH)3

Lo ione ferrico forma un composto altamente insolubile, l'idrossido di ferro (Fe(OH)3) che precipita in acqua.

I ferrobatteri possono ossidare anche il manganese quando è presente in elevate concentrazioni e con un basso stato ossidativo.

Loro habitat naturali sono il suolo e le acque, sia superficiali che profonde.

In acqua, poiché il ferro ferroso si trova principalmente in ambienti anaerobici, questi batteri proliferano dove le acque aerobiche si mescolano a quelle anaerobiche.

## Classificazione
I ferrobatteri propriamente detti, sono stati recentemente classificati in tre gruppi generali:
- Siderocapsaceae - forme unicellulari (non filamentose) rappresentate dal genere Siderocapsa (anche Naumaniella, Siderococcus);
- Chlamydobacteroaceae (batteri filamentosi) rappresentati dai generi Crenothrix e Sphaerotilus (anche Leptothrix, Clonothrix, Toxothrix) ;
- Gallionellacee (batteri peduncolati) rappresentato dal genere Gallionella.

Fa parte dei ferrobatteri anche il thiobacillus ferrooxidans.

### Gallionella
È un batterio gram negativo strettamente aerobico.

Si presenta sotto forma di nastro lungo fino a 200 µm e largo fino a 2 µm.

Il nastro è formato da una sostanza mucillaginosa che ha la funzione di fissare l'ossido di ferro.

La temperatura ottimale per la crescita è compresa tra 8 e 16 °C.

È un batterio strettamente autotrofo cresce a bassi livelli di ossigeno mentre viene inibito da forti concentrazioni di ossigeno.

Si sviluppa in ambienti con pH vicino alla neutralità e con basse concentrazioni di carbonio organico disciolto.

Il suo habitat sono le acque ricche di sali di ferro.
la Gallionella può essere:
- furruginea;
- minor;
- major;
- corneola.

## Danni
Anche se non sono pericolosi per la salute, i ferrobatteri sono notevolmente dannosi, perché intaccano le tubazioni.

Infatti la presenza di questi batteri in acqua, poiché l'idrossido ferrico idrato prodotto dal loro metabolismo è insolubile e molto voluminoso (perché racchiude forti quantità di acqua), questo precipita sulle loro secrezioni mucillaginose (biofouling) di color marrone, che accrescendo all'interno delle tubazioni ne riducono la sezione.

Inoltre la loro presenza è causa della formazione di acqua rossastra di sapore ed odore spiacevoli.

La presenza di ferrobatteri nei pozzi può essere causa del danneggiamento del sistema di sollevamento dell'acqua e può ridurre la portata emunta.

Per eliminare i ferrobatteri dall'acqua (sia potabile che irrigua) viene spesso impiegato il cloro (come disinfettante ed agente ossidante) e più precisamente l'ipoclorito di sodio meno costoso e più facile da utilizzare del cloro gassoso.

Il cloro, oltre all'effetto battericida, con la sua azione ossidante trasforma lo ione ferroso in ferrico eliminando così la fonte di sostentamento dei ferrobatteri.

### Corrosione
Tali batteri, oltre a formare incrostazioni possono innescare anche la corrosione di manufatti in acciaio (es. tubazioni).

Il meccanismo di corrosione è il seguente.

A seguito di una diversa ossigenazione delle pareti del metallo si formano delle celle di aerazione differenziale e tra queste si innesca il processo corrosivo secondo il seguente schema:

la superficie metallica poco ossigenata diventa anodica e quindi sede del processo di dissoluzione; il ferro passa in soluzione cedendo all'acqua o al velo di umidità, lo ione Fe++ e liberando nel contempo degli elettroni:
2Fe → 2Fe++ + 4e-
gli elettroni liberati dagli atomi di ferro in corrispondenza dell'anodo, migrano attraverso il metallo (circuito elettronico) al catodo rappresentato dalla zona più ossigenata, dove reagiscono con gli ioni idrogeno H+ provenienti dal circuito ionico:
4H+ + 4e- → 2H2
2H2 +O2 → 2H2O
In zona anodica i ferobatteri ossidano lo ione ferroso a ione ferrico con formazione di ossido ferrico idrato (che costituisce chimicamente la ruggine) ed utilizzando per il loro metabolismo l'energia prodotta.

La ruggine, si presenta come un prodotto spugnoso con labile adesione sul metallo all'anodo pertanto la sua azione protettiva (passivazione) non è sufficiente a inibire od arrestare il processo biocorrosivo.

In acqua potabile i ferrobatteri riescono a concentrare lo ione cloruro determinando depositi concentrati di cloruri ferrici e di manganese.

Questi depositi essendo parzialmente dissociati agiscono come acido cloridrico diluito esplicando un'ulteriore azione corrosiva dei metalli.

## Possibili indicatori
La presenza di ferrobatteri nell'acqua può essere individuata dai seguenti indicatori:
- acqua colorata (giallo/arancione/rosso/marrone ruggine)
- odore sgradevole (cetriolo-olio combustibile -liquami)